# Nero indelebile
Nero indelebile è il secondo album del cantante italiano Antonino Spadaccino, pubblicato nel gennaio 2008 dall'etichetta discografica Sony Music.
L'album è stato anticipato dal singolo Resta come sei, pubblicato nel 2007, e non ha avuto un successo discografico rilevante, raggiungendo la posizione numero 39 degli album più venduti in Italia.

## Tracce
1. Resta come sei (Ania Cecilia)
2. Rose big mama
3. Sorgi sole
4. Il re del r'n'b (Ania Cecilia)
5. Un viaggio nel blu
6. Come l'alta marea
7. U are not satisfied
8. Nel mio mondo
9. Ci vuole più amore (Ania Cecilia)
10. Che mi dai (Ania Cecilia)
11. Ed è per sempre
12. Vorrei restare

## Classifiche
| Classifica (2008) | Posizione massima |
| ----------------- | ----------------- |
| Italia            | 39                |